# ماجي أوفاريل
ماجي أوفاريل هي روائية من أيرلندا (من مواليد 27 مايو 1972) RSL حققت شهرتها من روايتها الأولى "بعد رحيلك" وفازت بجائزة بيتي تراسك  ثم فازت لها رواية أخرى "اليد التي امسكت بي أولًا" بجائزة كوستا للرواية عام 2010، اُدرجت في القائمة المختصرة مرتين منذ ذلك الحين لجائزة كوستا للرواية عن: "إرشادات عامة لموجة الحر" في 2014 و "يجب أن يكون هذا هو المكان" في 2017  ظهرت فيWaterstones في 25 مؤلفًا للمستقبل. حققت من كتابها "أنا أنا أنا" قائمة الكتب الأكثر مبيعًا في صحيفة [./Https://en.wikipedia.org/wiki/Sunday_Times صنداي تايمز] ، فازت بروايتها "هامنت" بجائزة المرأة للرواية في 2020.  وجائزة الخيال في حفل توزيع جوائز دائرة نقاد الكتاب الوطنية في 2020. أخيرًا وصلت رواية "صورة الزواج" إلى القائمة المختصرة لجائزة المرأة للرواية في 2023.

## النشأة والمهنة
ولدت أوفاريل في كوليرين في أيرلندا الشمالية ونشأت في ويلز واسكتلندا، نُقلت إلى المستشفى وهي في الثامنة من عمرها نتيجة التهاب في الدماغ منعها من الذهاب إلى المدرسة لأكثر من عام ، تحكي هذه الأحداث في كتاب "أنا أنا أنا".  في 2017 وتشير فيها إلى المعاناة التي عاشتها في طفولتها ومراهقتها، تعلمت في مدرسة نورث بيرويك الثانوية ومدرسة برينتيج الشاملة ثم في نيو هول بجامعة كامبريدج (كلية موراي إدواردز حاليًا) حيث تعلمت الأدب الإنجليزي.
صرحت أوفاريل أنه في تسعينات القرن الماضي كان من الممكن أن يعيش الأيرلندي في خطر في بريطانيا وتقول "لقد اعتدنا تلقي النكات التي تُطلق على الأيرلنديين وحتى من المعلمين إذا نطقت اسمي في المدرسة، فحين ما يسمع بعض المعلمين اسمي يقولون "أوه! هل عائلتك في الجيش الجمهوري الأيرلندي؟" وهذا الكلام يُقال لطفلة تبلغ من العمر 12 عامًا أمام زملائها في الفصل، قد يعتقدون أنه من المضحك أن يقولون "هاهاهاهاها ولدك إرهابي" ولكن لم يكن أمرًا مضحكًا على الإطلاق، أتمنى أن أقول أن هذا الأمرة اقل شيوعًا اليوم لأن الناس أضبحوا أقل عنصرية لكنني أعتقد أنه يوجد مهاجرون جدد بالكاد تعلموها.
عملت أوفاريل صحفية في هونغ كونغ ونائب محرر أدبي لصحيفة " الاندبندت اون صنداي " في لندن، كذلك عملت في تدريس الكتابة الإبداعية في جامعة واريك في كوفنتري وكلية جولدسميث في لندن، عاشت في أيرلندا وويلز واسكتلندا وهونغ كونغ وإيطاليا وتعيش الآن في أدنبرة

## الكتب
لعديد من روايات أوفاريل تكللت بالنجاح، بما في ذلك رواية اليد التي امسكت بي أولاً التي حصلت على جائزة كوستا ونالت استحسان النقاد على نطاق واسع. تُرجمت كتبها إلى أكثر من 30 لغة، نُشرت روايتها هامنت المستوحاة من حياة عائلة شكسبير عام 2020. تربط الرواية بين وفاة هامنت البالغ من العمر أحد عشر عامًا وكتابة مسرحية هاملت.
مذكراتها لعام 2017، أنا أنا، أنا، أنا: سبعة عشر فرشاة مع الموت، تتناول سلسلة من تجارب الاقتراب من الموت التي حدثت لها ولأطفالها. وهي عبارة عن مذكرات يتم سردها بشكل غير زمني حيث يرأس كل فصل اسم الجزء المصاب من الجسم.
في عام 2022 نشرت صورة الزواج وهي رواية تستند إلى الحياة القصيرة ل لوكريسيا دي ميديشي ، التي ربما تسمم أو لم تسمم على يد زوجها ألفونسو الثاني، دوق فيرارا. قالت أوفاريل إنها حصلت على فكرة عن الرواية بعد رؤية صورة لوكريزيا التي نسبت إلى انولو برونزينو، ومن قراءة قصيدة روبرت براوننج، " دوقتي الاخيرة"، وتقدم فيها لوكريزيا مظهرًا موجزًا وصامتًا وغير معروف. تم اختيار الرواية لجائزة المرأة للخيال.
كتبت أوفاريل أيضًا كتابين صورتين للأطفال، "حيث تذهب ملائكة الثلج" و"الصبي الذي فقد شرارته" وكلاهما من رسم دانييلا جاجلينكا تيرازيني

## حياتها الشخصية
فاريل متزوجه من زميل كاتب يُدعى ويليام ساتكليف , حيث التقت به أثناء وجودهم في كامبريدج؛ ومع ذلك لم يصبحوا زوجين حتى عشر سنوات أو نحو ذلك بعد تخرجهم، إنهم يعيشون في أدنبرة مع أطفالهم الثلاثة.   قالت عن سوتكليف: "كان ويل دائمًا أول قارئ لي حتى قبل أن نكون زوجين لذلك فهو له تأثير كبير بالرغم من أنه وحشي لكنك بحاجة إلى ذلك." يعاني أحد أبناء أوفاريل من حساسية شديدة وذكرتها في مذكراتها 

## الوسائط
كانت أوفاريل هي المنبوذ المدعو في برنامج Desert Island Discs على راديو بي بي سي 4 يوم الأحد 21 مارس 2021، في أبريل 2023 تمت معاينة تعديل شركة شكسبير الملكية لمسرحية "هامنت" في مسرح سوان الذي تم افتتاحه حديثًا في ستراتفورد أبون آفون; وسيتم نقله إلى مسرح جاريك بلندن في سبتمبر 2023

## الجوائز والتكريم
| سنة  | عنوان                      | جائزة \ شرف                             | نتيجة            | المرجع |
| ---- | -------------------------- | --------------------------------------- | ---------------- | ------ |
| 2001 | بعد ان ذهبت                | جائزة بيتي تراسك                        | فاز              |        |
| 2005 | المسافة بيننا              | جائزة سومرست موغام                      | فاز              |        |
| 2010 | اليد التي امسكت يدي اولا   | جائزة كوستا للرواية                     | فاز              |        |
| 2013 | تعليمات لمواجهة موجة الحر  | جائزة كوستا للرواية                     | القائمة المختصرة |        |
| 2016 | لابد ان يكون هذا هو المكان | جائزة كوستا للرواية                     | القائمة المختصرة |        |
| 2018 | أنا,أنا,أنا                | جائزة PEN\Ackerley                      | القائمة المختصرة |        |
| 2020 | هامنت                      | جائزة دائرة نقاد الكتاب الوطنية للرواية | فاز              |        |
| 2020 | هامنت                      | جائزة المرأة للرواية                    | فاز              |        |
| 2021 | هامنت                      | وسام أندرو كارنيجي للتميز في الخيال     | قائمة طويلة      |        |
| 2021 | هامنت                      | رواية العام لجوائز دالكي الادبية        | فاز              |        |
| 2021 | هامنت                      | جائزة والتر سكوت                        | القائمة المختصرة |        |
| 2021 |                            | زميل الجمعية الملكية للادب              |                  |        |

## قائمة المراجع

### روايات
- بعد أن ذهبت (2000)
- عاشق حبيبي (2002)
- المسافة بيننا (2004)
- قانون التلاشي لإسمي لينوكس (2006)
- اليد التي عقدت الألغام لأول مرة (2010)
- تعليمات لموجة الحر (2013)
- يجب أن يكون هذا هو المكان (2016)
- هامنت (2020)
- صورة الزواج (2022)

### السيرة الذاتية / مذكرات
- أنا ، أنا ، أنا: سبعة عشر فرشاة مع الموت (2017)

### للأطفال
- أين تذهب ملائكة الثلج، كتب ووكر، رسمتها دانييلا جاجلينكا تيرازيني (2020)
- الصبي الذي فقد شرارته، كتب ووكر ، رسمتها دانييلا جاجلينكا تيرازيني (2022)